# La Lande-sur-Eure
La Lande-sur-Eure est une ancienne commune française, située dans le département de l'Orne en région Normandie, devenue le 1er janvier 2016 une commune déléguée au sein de la commune nouvelle de Longny les Villages.
Elle est peuplée de 181 habitants.

## Géographie
Située dans le Perche entre la forêt de Longny-au-Perche et celle de La Ferté-Vidame, la commune de La Lande-sur-Eure s'étend sur 1 578 hectares et se trouve dans la partie orientale du parc naturel régional du Perche. Elle est localement réputée pour ses haras. Elle est traversée par l'Eure qui, à 6 km de sa source, n'est qu'un petit ruisseau.
Le bourg, les hameaux et lieux-dits : le Vieux Village, le Manoir, etc.
| Marchainville             | La Ferté-Vidame (Eure-et-Loir) | La Ferté-Vidame (Eure-et-Loir) |
| Moulicent                 | La Lande-sur-Eure              | Neuilly-sur-Eure               |
| Longny-au-Perche, Le Mage | Neuilly-sur-Eure               | Neuilly-sur-Eure               |

## Toponymie
Le nom de la localité est attesté sous la forme Landa en 1272. Le français lande est issu du gaulois landa  et désigne une terre infertile, ce que devait être la caractéristique du lieu.
L'Eure est une rivière qui prend sa source dans la région naturelle du Perche et qui coule dans les départements de l'Orne, d'Eure-et-Loir, de l'Eure et de la Seine-Maritime.
Le gentilé est Landais.

## Histoire
Le village est relativement récent[réf. nécessaire] et son architecture est typique du Perche.

## Politique et administration
| Période                                  | Période       | Identité        | Étiquette | Qualité              |
| ---------------------------------------- | ------------- | --------------- | --------- | -------------------- |
| juin 1995                                | mars 2014     | Annick Ernoux   | SE        | Exploitante agricole |
| mars 2014                                | décembre 2015 | Marcel Viandier | SE        | Agriculteur-éleveur  |
| Les données manquantes sont à compléter. |               |                 |           |                      |

Le conseil municipal était composé de onze membres dont le maire et deux adjoints.

## Démographie
En 2021, la commune comptait 181 habitants. Depuis 2004, les enquêtes de recensement dans les communes de moins de 10 000 habitants ont lieu tous les cinq ans (en 2004, 2009, 2014, etc. pour La Lande-sur-Eure) et les chiffres de population municipale légale des autres années sont des estimations.
La Lande-sur-Eure a compté jusqu'à 713 habitants en 1836.
| 1793 | 1800 | 1806 | 1821 | 1836 | 1841 | 1846 | 1851 | 1856 |
| ---- | ---- | ---- | ---- | ---- | ---- | ---- | ---- | ---- |
| 559  | 666  | 591  | 659  | 713  | 663  | 643  | 639  | 583  |

| 1861 | 1866 | 1872 | 1876 | 1881 | 1886 | 1891 | 1896 | 1901 |
| ---- | ---- | ---- | ---- | ---- | ---- | ---- | ---- | ---- |
| 546  | 543  | 536  | 489  | 445  | 465  | 442  | 418  | 382  |

| 1906 | 1911 | 1921 | 1926 | 1931 | 1936 | 1946 | 1954 | 1962 |
| ---- | ---- | ---- | ---- | ---- | ---- | ---- | ---- | ---- |
| 381  | 382  | 304  | 308  | 264  | 283  | 260  | 204  | 192  |

| 1968 | 1975 | 1982 | 1990 | 1999 | 2004 | 2009 | 2014 | 2019 |
| ---- | ---- | ---- | ---- | ---- | ---- | ---- | ---- | ---- |
| 202  | 176  | 162  | 148  | 147  | 157  | 174  | 176  | 159  |

## Lieux et monuments

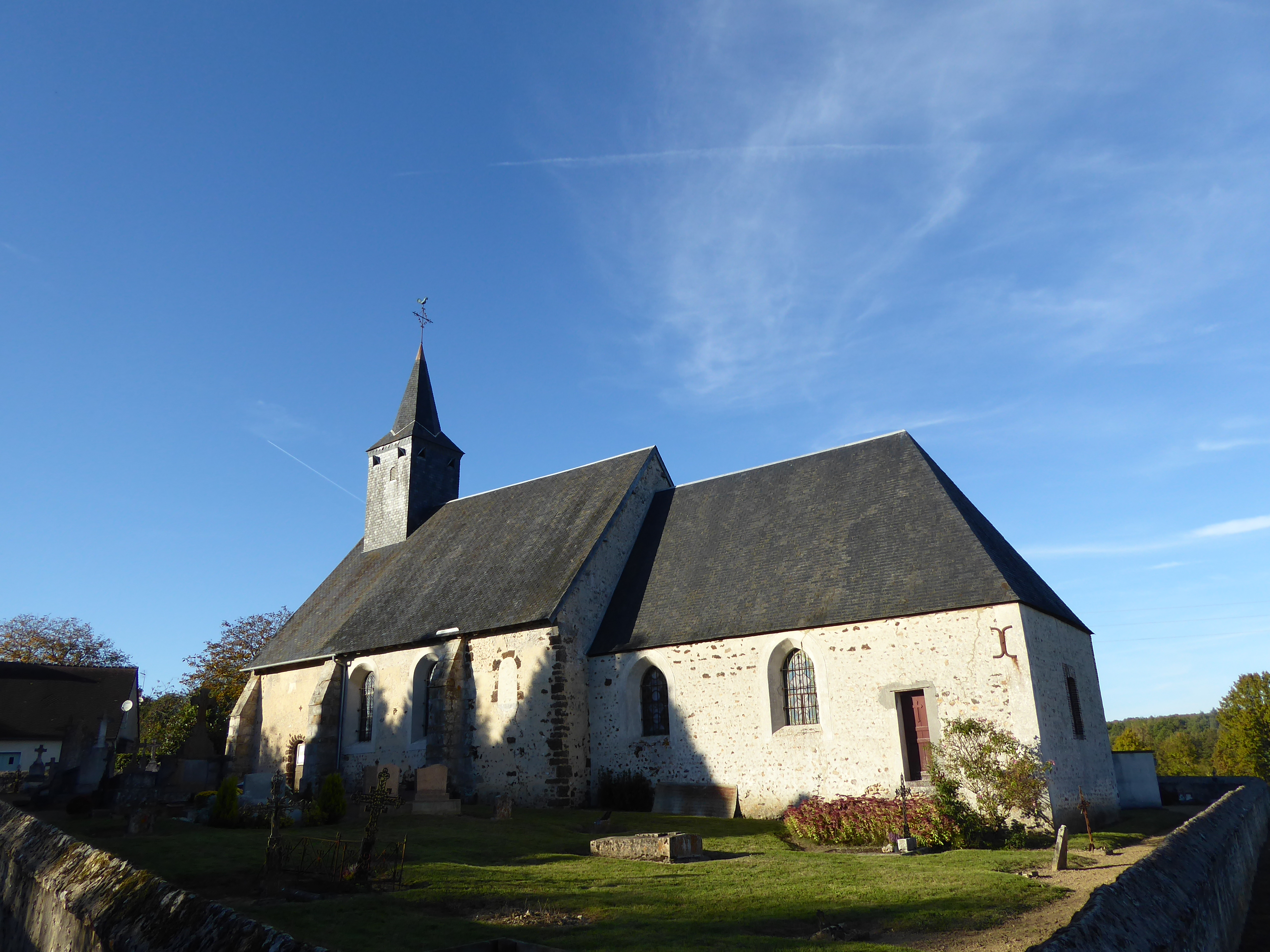
Église Saint-Jean-Baptiste.

- Église Saint-Jean-Baptiste : autels classiques en bois, tableau du XVIIe siècle du Baptême du Seigneur, saint Fiacre du XVIe en bois polychrome, fonts baptismaux du XVIe, confessionnal du XVIIe, poutre de gloire avec calvaire du XVIe. Un coffre Renaissance, restauré, est classé à titre d'objet aux Monuments historiques[11].
- Pigeonnier du Manoir.
- Ancien moulin à vent.

## Activité et manifestations
La fête du village a lieu le premier dimanche du mois d'août. C'est l'occasion d'ouvrir l'église et d'y célébrer la messe, qui a lieu habituellement à Neuilly-sur-Eure, et d'organiser un vide-greniers dans la rue.